# North American X-15

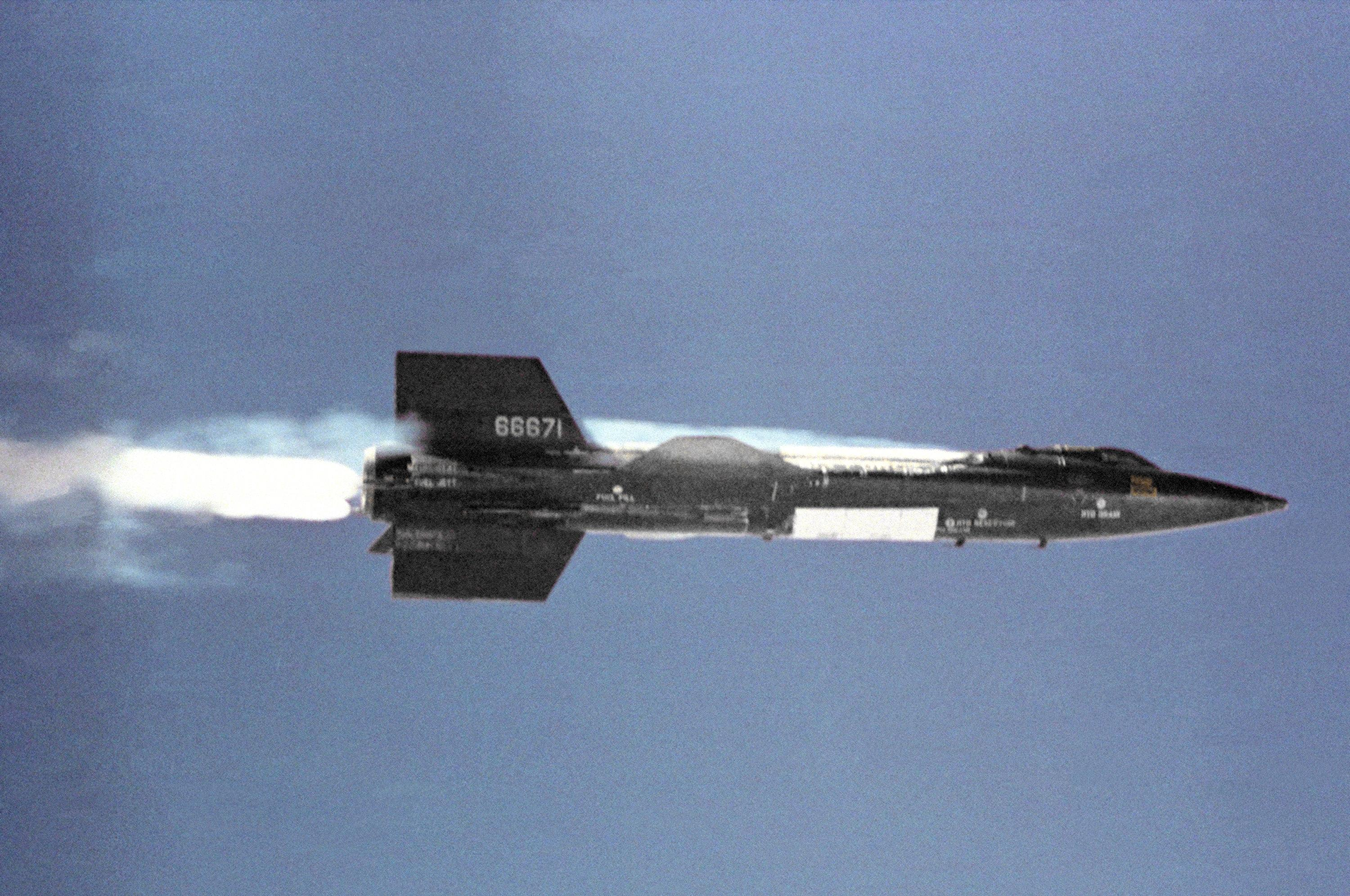
X-15 in volle vlucht

Het X-15 raketvliegtuig was een van de belangrijkste experimentele vliegtuigen van USAF/NASA. De X-15 brak talrijke snelheids- en hoogterecords (snelste: 7274 km/h) in de jaren 60 en leverde een grote hoeveelheid gegevens op, die nog decennialang gebruikt werden bij het ontwerp van nieuwere ruimtevaartuigen.

## Geschiedenis
De ontwikkeling van de X-15 begon eind 1954 bij North American Aviation. Aanvankelijk was het raketvliegtuig uitgerust met twee motoren. Later werd een enkele motor van een geavanceerder type (de XLR99, van Reaction Motors) ingebouwd met een stuwkracht van 250 kN. De eerste vlucht was in 1959, zonder aandrijving. De X-15 werd onder de vleugel van een B-52-bommenwerper omhoog gebracht en vandaar gelanceerd. De eerste vlucht met motorvermogen was later dat jaar.
In totaal zijn er drie exemplaren gebouwd, die tezamen 199 vluchten uitvoerden. De derde van de X-15's ging op 15 november 1967 bij de terugkeer in een lager deel van de atmosfeer verloren, waarbij de piloot (Majoor Michael Adams) het leven liet. Bij een andere knikte de romp tijdens de landing, maar deze kon tegen de verwachting in worden gerepareerd. De twee resterende X-15's staan opgesteld in musea in de VS.

## Techniek

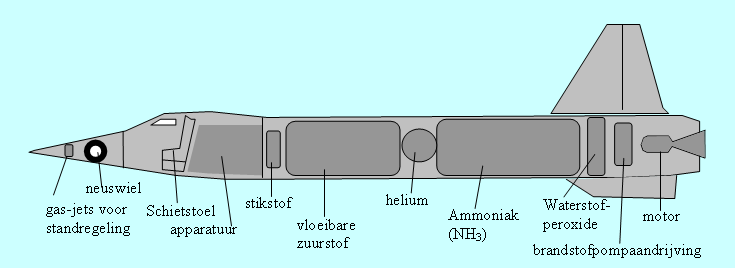
Schematische ligging van de belangrijkste componenten in de romp van de X-15. Op NASA-foto's is op de buitenzijde van de romp soms ijs te zien ter plaatse van de matig geïsoleerde vloeibare-zuurstoftank.

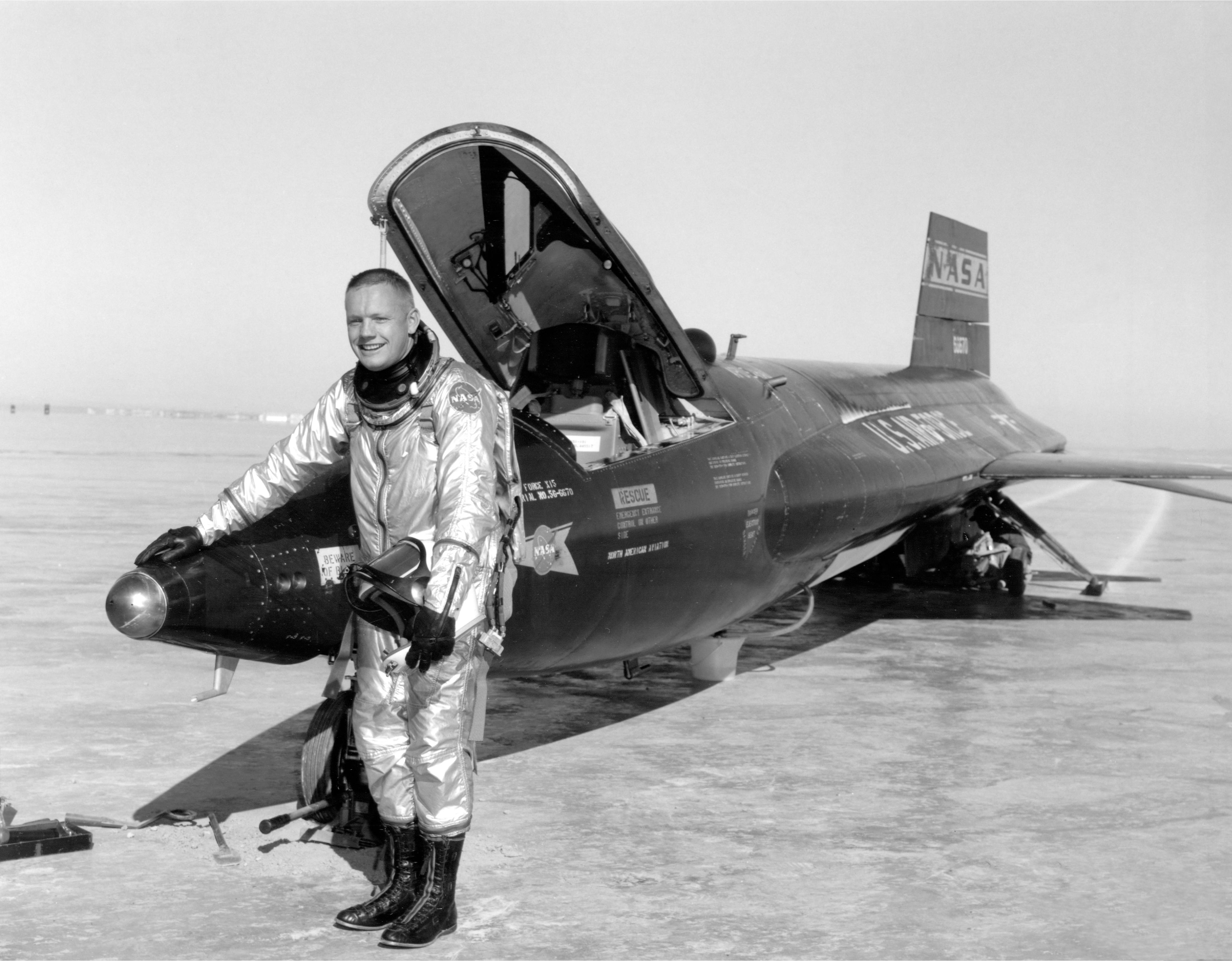
Neil Armstrong naast een X-15.

De X-15 had een lange slanke cilindrische romp met een inwendig frame van titanium. Een van de belangrijkste onderwerpen van onderzoek zou zijn de thermische effecten bij hypersone snelheid. In de ontwerpfase is lang getwijfeld tussen enerzijds een huid van aluminium of roestvrij staal, met aan de buitenzijde een warmte-isolerende laag, of anderzijds de toepassing van een huid die heet zou kunnen worden zonder te vervormen. Uiteindelijk werd voor de tweede oplossing gekozen, omdat een geschikt isolatiemateriaal niet voorhanden was, terwijl men met inconel X wel beschikte over een materiaal dat voldoende sterkte zou behouden bij de verwachte huidtemperatuur van ca. 650 °C. De buitenzijde was zwart gespoten om de warmteafgifte door straling te bevorderen. Aan de achterzijde was de romp voorzien van wigvormige staartvlakken, smal aan de voorzijde en breed van achter, ten behoeve van aerodynamische effectiviteit bij hypersonische snelheid. De benedenhelft van het onderste staartvlak werd voor de landing afgeworpen vanwege de intrekbare ski's die als landingsgestel dienden. Regeling van de stand van het vliegtuig op grote hoogte, waar aerodynamische stuurvlakken geen effect meer hebben, werd gerealiseerd door het uitstoten van gas via kleine openingen die daartoe voor en achter in de romp en in de vleugeluiteinden waren aangebracht. Het daarvoor benodigde hogedrukgas (stoom) werd geproduceerd door waterstofperoxide te laten reageren met kaliumpermanganaat.
Aanvankelijk was het de bedoeling dat de X-15 vanaf een B-36-bommenwerper gelanceerd zou worden. Omdat verwacht werd dat de B-36 niet in bedrijf gehouden zou kunnen worden vanwege de overstap naar de B-52 werd een B-52 voor het raketvliegtuig geschikt gemaakt (1958) door o.a. het aanbrengen van een ophangpunt onder de vleugel en een voorziening om de verdampte vloeibare zuurstof (LOX, van Liquid Oxygen) in de X-15 zo lang mogelijk aangevuld te houden.

## Prestaties
Als eerste bemande vliegtuig overschreed de X-15 in 1963 de hoogte van 100 km, met piloot Joe Walker. De maximumsnelheid die een X-15 ooit haalde was 7274 km/h en ook dat was een record.